# خنجشت
خنجشت (بالفارسية: خنجشت) هي قرية تقع في البلدة المركزية في إيران. يقدر عدد سكانها بـ 2,366 نسمة .